# Polskie Wydawnictwo Encyklopedyczne
Polskie Wydawnictwo Encyklopedyczne (Polwen) – polska oficyna wydawnicza powstała w roku 1999 z siedzibą w Radomiu.

## O wydawnictwie
Wydawnictwo działa w strukturach Stowarzyszenia Wydawców Katolickich. Do roku 2007 oficyna wydała dwieście czterdzieści tytułów. Pierwszą publikacją Polwenu była Encyklopedia "Białych Plam". Oficyna specjalizuje się w tematyce religijno-filozoficznej i historycznej. W 2004 roku seria wydawnicza Biblioteka Młodego Polaka została wyróżniona nagrodą Feniks.

## Miesięcznik Egzorcysta
We wrześniu 2012 Polwen wydał pierwszy numer miesięcznika Egzorcysta, traktującego o zagrożeniach płynących z ezoteryki. Redaktorem pisma jest Artur Winiarczyk. Kolejne numery miały nakład 25 tys. egz. Wydawnictwo Polwen wydało w sumie 14 numerów miesięcznika.

## Nagrody i wyróżnienia
- Feniks 2015 w kategorii książka dla młodzieży - dla książki Twoja dusza była perłą, Zbigniew Minda, Radom 2015 ISBN 978-83-75571-59-2
- Feniks 2012 w kategorii publicystyka religijna - dla książki Raport o stanie wiary w Polsce, Przewodniczący Episkopatu Polski Arcybiskup Józef Michalik w rozmowie z Grzegorzem Górnym i Tomaszem P. Terlikowskim, abp Józef Michalik, Grzegorz Górny, Tomasz Terlikowski, Radom 2011, ISBN 978-83-75571-20-2
- Feniks 2004 w kategorii książka dla młodzieży - dla serii wydawniczej Biblioteka Młodego Polaka, za inicjatywę wznowienia książek z okresu międzywojennego dla dzieci i młodzieży.

## Wydane encyklopedie i serie wydawnicze
- Encyklopedia aksjologii pedagogicznej pod red. prof. dr hab. Krystyny Chałas i ks. dr hab. Adama Maja, prof. KUL, Radom 2016 ISBN 978-83-7557-168-4
- Encyklopedia „Białych Plam” – 2000 rok
- Jan Paweł II – Encyklopedia Nauczania Społecznego pod red. ks. prof. Andrzeja Zwolińskiego, Radom 2003 ISBN 83-88822-56-X
- Jan Paweł II – Encyklopedia Nauczania Moralnego pod red. ks. prof. Janusza Nagórnego, 2005 ISBN 83-89862-20-4
- Jan Paweł II – Encyklopedia Dialogu i Ekumenizmu Radom 2006 ISBN 83-89862-40-9
- Jan Paweł II – Encyklopedia Pontyfikatu, 2005 ISBN 83-89862-15-8
- seria powieści historycznych Mont Blanc (2005 rok)
- seria wydawnicza Popularna Encyklopedia New Age
- seria Biblioteka Zagrożeń Duchowych
- seria Biblioteka Młodego Polaka

## Ważniejsze tytuły
- Świat Maryjnych Objawień - Wincenty Łaszewski, Radom 2016 ISBN 978-83-75571-62-2
- Pasja opowiedziana przez Annę Katarzynę Emmerich – przekład mistycznych wizji, na podstawie których powstała ekranizacja filmu Pasja Mela Gibsona, nakład 74 tys. egz[1].
- Egzorcyzmy Anneliese Michel - Felicitas D. Goodman (patrz też: film Egzorcyzmy Anneliese Michel)
- Zrozumieć kod Da Vinci, Amy Welborn